# Underbudspolitik
Underbudspolitik är en finanspolitik där staten avreglerar marknaden och eller minskar skattesatserna för att öka eller bibehålla ekonomisk aktivitet. Den primära avsikten med underbudspolitik är att göra arbetskraften "mer konkurrenskraftig" (dvs billigare).